# Atlas Energy
Atlas Energy, L.P., (NYSE: ATLS), är ett amerikanskt holdingbolag inom petroleumindustrin och där deras verksamheter består av Atlas Resource Partners, L.P. och Atlas Pipeline Partners, L.P. De är också delägare i investmentbolaget Lightfoot Capital Partners, L.P. som investerar inom energisektorn. Bolaget grundades 2009 när Atlas America, Inc. och Atlas Energy, LLC gick ihop för att bilda Atlas Energy, L.P.